# Třída Adjutant
Třída Adjutant (jinak též třída Bluebird) je lodní třída amerických pobřežních minolovek. Jejich původní americká klasifikace pomocná motorová minolovka (AMS – Auxiliary Motor Minesweeper) byla později změněna na pobřežní minolovku (MSC – Minesweeper, Coastal). Námořnictvo Spojených států amerických jich provozovalo jen menší počet, značné počty jich však byly v rámci vojenské pomoci poskytnuty spojeneckým státům. Zahraničními uživateli třídy se staly Belgie, Čínská republika, Dánsko, Fidži, Filipíny, Francie, Indonésie, Itálie, Írán, Japonsko, Nizozemsko, Norsko, Pákistán, Portugalsko, Řecko, Saúdská Arábie, Singapur, Španělsko, Thajsko, Tunisko, Turecko, Uruguay a Vietnamská republika. Celkem bylo postaveno 191 minolovek této třídy.

## Stavba

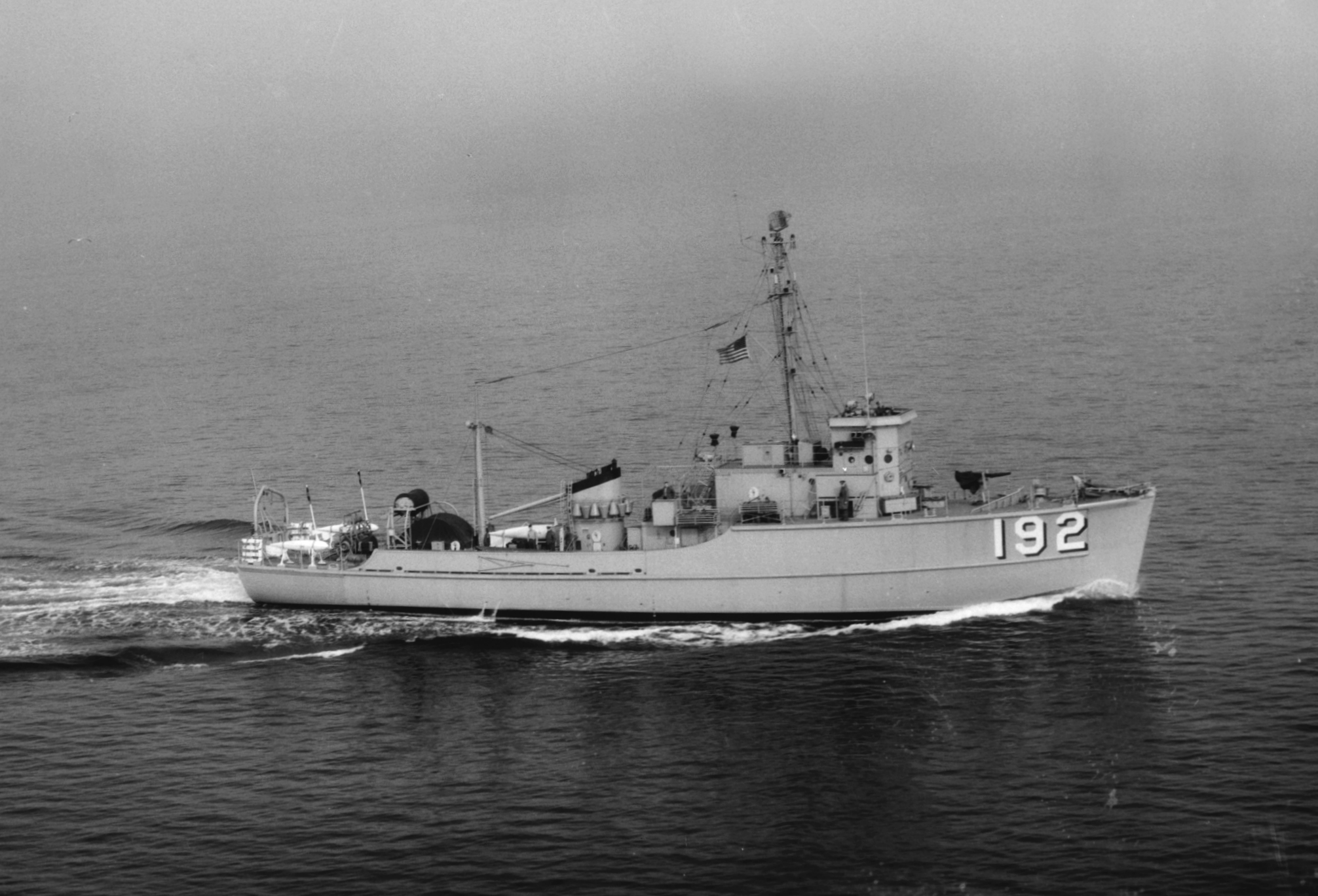
USS Hummingbird (AMS-192)

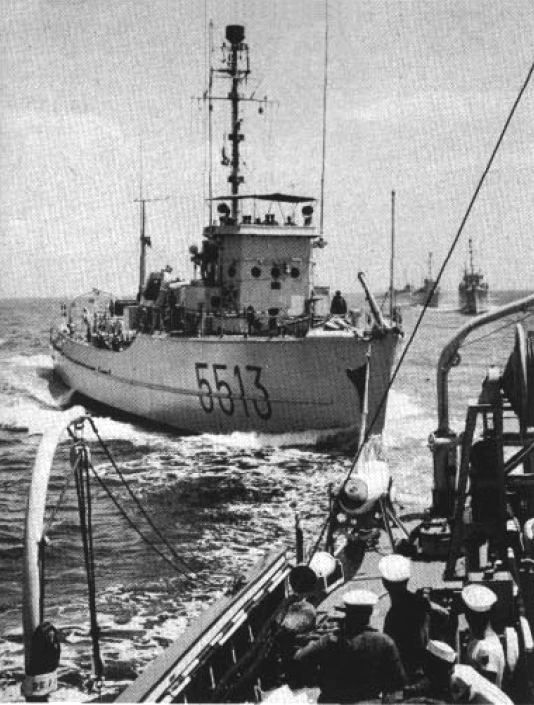
Italská minolovka Ontano (M5513)

Minolovky třídy Adjutant byly vyvinuty na základě druhoválečné třídy YMS-1. Od počátku bylo počítáno s jejich exportem v rámci programu zahraniční vojenské pomoci (MDAP – Military Defense Assistance Pact). Americké loděnice postavily celkem 159 minolovek této třídy. Další byly postaveny s americkou pomocí v zahraničních loděnicích. Celkem jich bylo postaveno cca 191.

## Konstrukce

### TřídaBluebird
Plavidla měla dřevěný trup. Byla vybavena radarem SPS-53, sonarem UQS-1 a vyzbrojena dvěma 20mm kanóny. Nesla vybavení pro likvidaci akustických, magnetických a ukotvených min. Pohonný systém využíval buď čtyř dieselů Packard o výkonu 1200 hp, nebo dvou dieselů General Motors 8-268A o výkonu 880 hp. Například minolovka Bluebird měla čtyři diesely Packard o výkonu 1200 hp, pohánějící dva lodní šrouby se stavitelnými lopatkami. Její nejvyšší rychlost dosahovala 13 uzlů. Dosah byl 2500 námořních mil při rychlosti 10 uzlů.

## Uživatelé

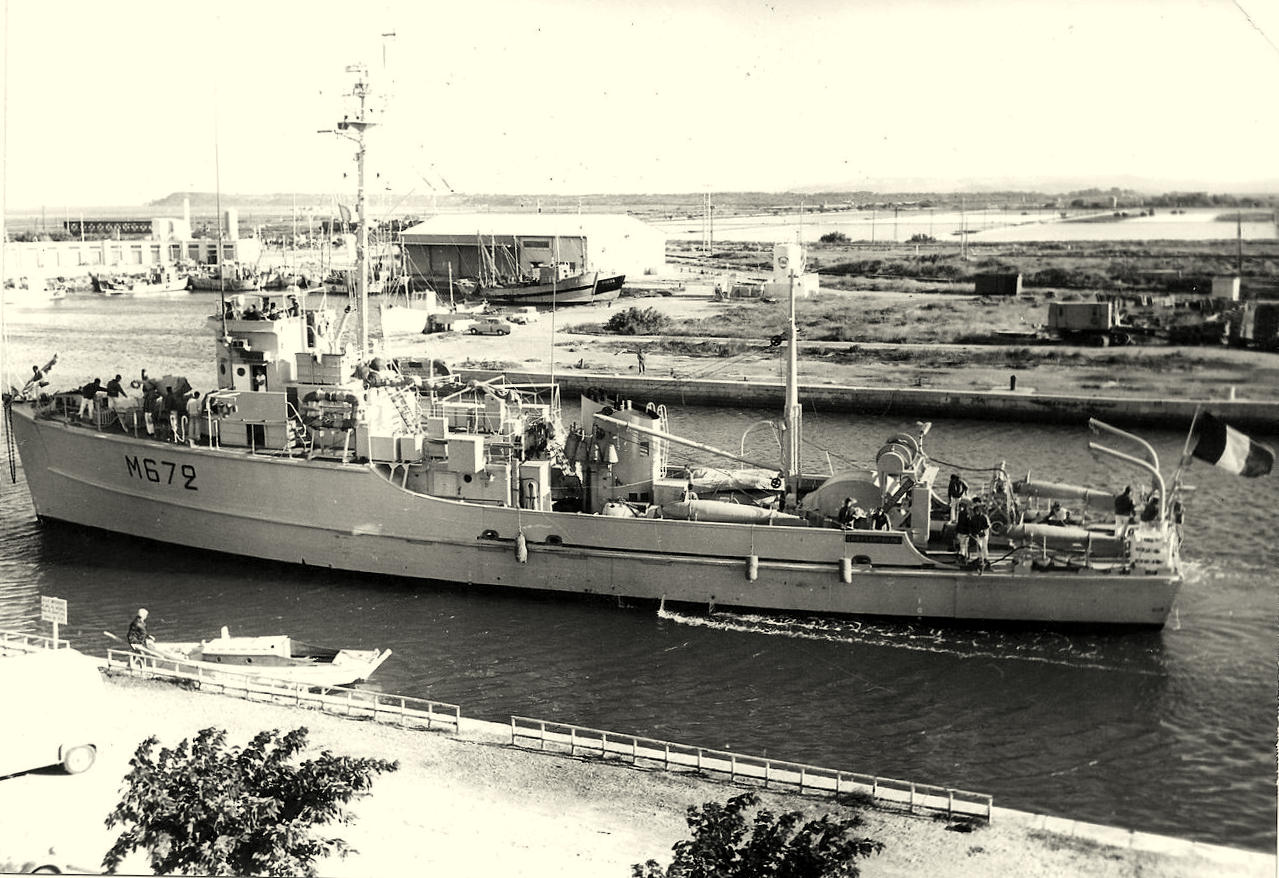
Francouzská minolovka Chrysanthème (M672)

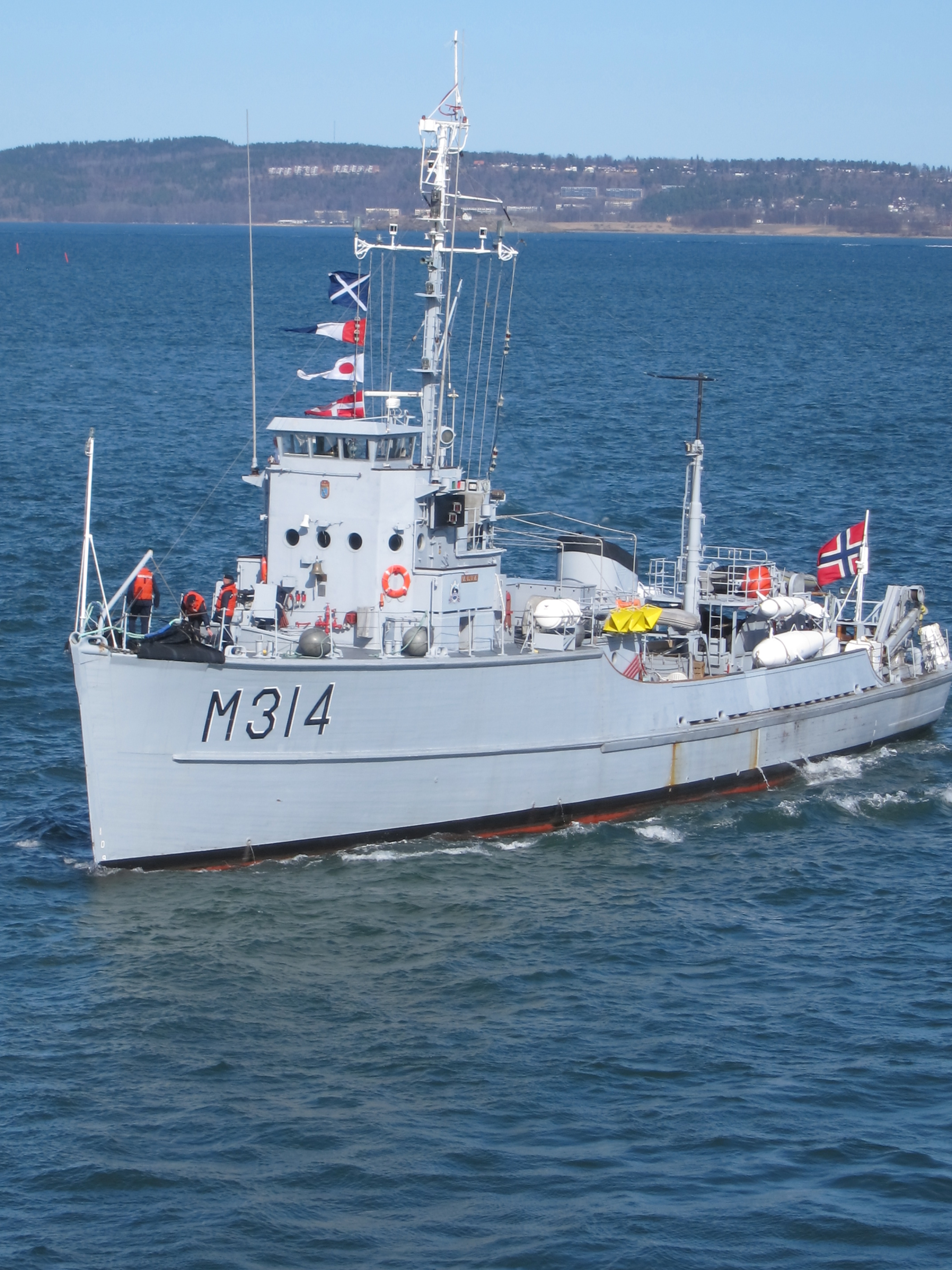
Norská minolovka Alta (M314)

- Belgie Belgické námořnictvo – v letech 1953–1956 získalo celkem 26 minolovek této třídy, z toho osm postavily přímo belgické loděnice. Poslední byly vyřazeny na počátku 90. let. Část vyřazených plavidel získala námořnictva Čínské republiky (7 ks), Řecka (5 ks), Norska (3 ks) a Turecka (1 ks).[2]

- Tchaj-wan Námořnictvo Čínské republiky – v letech 1955–1969 získalo celkem 14 minolovek této třídy. Pět bylo nových z USA, dvě pocházely z Francie a sedm z Nizozemska. Vyřazeny byly do roku 2012.[3]

- Dánsko Dánské královské námořnictvo – v letech 1955–1956 získalo z USA celkem osm minolovek této třídy. Vyřazeny byly do roku 1999.[4]

- Fidži Ozbrojené síly Fidži – v letech 1975–1976 z USA získalo tři vyřazené minolovky této třídy. Vyřazeny.[1]

- Filipíny Filipínské námořnictvo – roku 1956 z USA získalo dvě minolovky této třídy. Vyřazeny byly roku 1979.[5]

- Francie Francouzské námořnictvo – v letech 1953–1955 získalo z USA celkem 33 minolovek této třídy. Část byla vrácena do USA, část přestavěna pro jiné úkoly. Vyřazeny byly do roku 1983. Dvě vyřazená plavidla získalo Tunisko, dvě Čínská republika a jednu Japonsko.[6]

- Indonésie Indonéské námořnictvo – roku 1971 získalo šest amerických námořnictvem vyřazených minolovek. Vyřazeny byly roku 1976.[7]

- Itálie Italské námořnictvo – v letech 1953–1960 získalo celkem 37 minolovek této třídy. Z toho 18 pocházelo z USA a 19 postavily italské loděnice. V 70. letech bylo devět kusů upraveno na plavidla pro vyhledávání min (minehunter) a další dvě na hydrografické výzkumné lodě.[8] Vyřazeny do roku 2003. Dvě vyřazená plavidla získalo Řecko.[9]

- Írán Íránské námořnictvo – v letech 1959–1962 získalo z USA celkem čtyři minolovky této třídy. Dvě byly potopeny Íránsko-irácké války v 80. letech.[10]

- Japonsko Japonské námořní síly sebeobrany – v letech 1954–1957 získalo z USA celkem čtyři minolovky této třídy (jedna předtím sloužila rok ve Francii). Byly to první minolovky, které japonské námořnictvo získalo od skončení druhé světové války.[11] Roku 1973 byly převedený do druhé linie.[12]

- Jižní Korea Námořnictvo Korejské republiky – v letech 1959–1975 z USA získalo celkem osm minolovek této třídy. Vyřazeny byly roku 2008.[13]

- Nizozemsko Nizozemské královské námořnictvo – v letech 1953–1954 získalo z USA celkem 14 minolovek této třídy. Vyřazeny byly do roku 1976.[14]

- Norsko Norské královské námořnictvo – v letech 1953–1966 získalo celkem 10 minolovek této třídy, dvě byly postaveny v USA pro Norsko, tři pocházely z Belgie (postaveny v USA) a pět postavily norské loděnice. Vyřazeny byly do roku 1997.[15]

- Pákistán Pákistánské námořnictvo – v letech 1955–1963 získalo z USA celkem osm minolovek této třídy.[16] Minolovka Muhafiz byla potopena za Indicko-pákistánské války. Dne 4. prosince 1971 ji potopila indiská protilodní střela P-15 Termit.[17]

- Portugalsko Portugalské námořnictvo – v letech 1953–1954 získalo z USA celkem sedm minolovek této třídy. Vyřazeny byly do roku 1976.[18]

- Řecko Řecké námořnictvo – získalo celkem 16 minolovek této třídy. Devět bylo postaveno přímo pro Řecko v rámci programu MDAP a ostatní pocházely z druhé ruky (5 z Belgie a 2 z Itálie. Vyřazeny byly do roku 2006.[19]

- Saúdská Arábie Saúdské královské námořnictvo – v letech 1978–1979 z USA získalo čtyři minolovky této třídy. Vyřazeny.

- Singapur Singapurské námořnictvo – roku 1975 z USA získalo dvě vyřazené americké minolovky této třídy. Vyřazeny.[1]

- Španělsko Španělské námořnictvo – v letech 1954–1959 získalo celkem 12 minolovek této třídy. Osm bylo nových, dvě pocházely z USA a dvě z Francie. Vyřazeny byly do roku 2005.[20]

- Thajsko Thajské námořnictvo – v letech 1963–1965 z USA získaly čtyři minolovky této třídy. Dvě byly vyřazeny v letech 1992 a 1995. Zbylé dvě byly ještě roku 2015 ve službě.[5]

- Tunisko Tuniské námořnictvo – v letech 1973 a 1977 získalo z Francie dvě minolovky.[6]

- Turecko Turecké námořnictvo – v letech 1958–1970 získalo celkem 12 minolovek této třídy. Devět bylo nových z USA, dvě starší z Francie a jedna z Belgie. Vyřazeny byly do roku 2017.[21]

- Uruguay Uruguayské námořnictvo – roku 1969 získána minolovka Rio Negro (MS 131, ex Marguerite), která byla předtím Francií vrácena do USA.[22]

- USA US Navy – Americké námořnictvo do služby přijalo celkem 24 minolovek třídy Bluebird. Provozovalo je v letech 1953–1976. Část jich po vyřazení poskytlo dalším uživatelům.[1]

- Vietnamská republika Námořnictvo Vietnamské republiky – v letech 1959–1960 z USA získalo tři minolovky této třídy. Jedna roku 1970 ztroskotala a ostatní byly roku 1974 ukořistěny severním Vietnamem.[23]